# Distrito Escolar Independiente de Pharr-San Juan-Alamo
El Distrito Escolar Independiente de Pharr-San Juan-Alamo (Pharr-San Juan-Alamo Independent School District, PSJA ISD) es un distrito escolar de Texas. Tiene su sede en Pharr en el Condado de Hidalgo.
Sirve partes de las ciudades de Pharr, Álamo, San Juan, y McAllen. También sirve al lugar designado por el censo (CDP) North Alamo, y una parte del CDP Lopezville.